# Матч всех звёзд Единой лиги ВТБ 2017
Матч всех звёзд Единой лиги ВТБ 2017 — показательная баскетбольная игра, которая была проведена в Сочи во дворце спорта «Большой» 11 февраля 2017 года. Эта игра стала первым матчем всех звёзд в истории Единой лиги ВТБ. Помимо самой главной игры, в которой сошлись «Звезды России» и «Звезды Мира», был проведён матч знаменитостей, игра молодых звёзд, конкурсы по броскам сверху и состязание снайперов.

## Игра
В матче встречались игроки, выступающие в турнире Единой лиги ВТБ 2016/17: россияне («Звезды России») и легионеры («Звезды Мира»). Составы команд определялись голосованием болельщиков и анкетированием СМИ, в котором приняли участия 21 издание и два телекомментатора — Владимир Гомельский и Роман Скворцов. Составы команд формировались в соответствии со следующими правилами:
- Каждая команда должна состоять из 12 игроков — 6 защитников и 6 представителей фронткорта — и одного резервного игрока;
- В каждой команде не должно быть более 2 игроков из одного клуба.

Главным тренером команды «Звезды России» был выбран тренер клуба УНИКС Евгений Пашутин. Главным тренером команды «Звезды Мира» — тренер команды ЦСКА Димитрис Итудис, которые и выбирали стартовые пятёрки своих команд из списка игроков. В штаб Евгения Пашутина вошли главный тренер «Зенита» Василий Карасёв и главный тренер «Пармы» Вячеслав Шушаков. Димитрису Итудису ассистировали его же помощники из тренерского штаба ЦСКА – Антон Юдин и Костас Хацихристос.

### Составы
| Поз.                        | Игрок                 | Команда           | Всего голосов     |                   |
| Стартовая пятёрка           | Стартовая пятёрка     | Стартовая пятёрка | Стартовая пятёрка | Стартовая пятёрка |
| --------------------------- | --------------------- | ----------------- | ----------------- | ----------------- |
| РЗ                          | Дмитрий Хвостов       | Локомотив-Кубань  | 23                |                   |
| АЗ                          | Алексей Швед          | Химки             | 23                |                   |
| ЛФ                          | Сергей Карасёв        | Зенит             | 23                |                   |
| ТФ                          | Виктор Хряпа          | ЦСКА              | 14                |                   |
| Ц                           | Андрей Воронцевич     | ЦСКА              | 18                |                   |
| Скамейка запасных           |                       |                   |                   |                   |
| РЗ                          | Иван Стребков1INJ     | Нижний Новгород   | 17                |                   |
| АЗ                          | Сергей Быков          | Автодор           | 13                |                   |
| АЗ                          | Евгений Воронов       | УНИКС             | 13                |                   |
| АЗ                          | Евгений Колесников    | Автодор           | 12                |                   |
| ЛФ                          | Сергей Моня           | Химки             | 22                |                   |
| ТФ                          | Андрей Зубков         | Локомотив-Кубань  | 22                |                   |
| ТФ                          | Пётр Губанов3INJ      | Нижний Новгород   | 8                 |                   |
| ТФ                          | Владислав Трушкин3REP | Енисей            | 2                 |                   |
| Резерв                      |                       |                   |                   |                   |
| РЗ                          | Антон Понкрашов1REP   | УНИКС             | 11                |                   |
| Гл. тренер: Евгений Пашутин |                       |                   |                   |                   |

| Поз.                        | Игрок               | Команда           | Всего голосов     |                   |
| Стартовая пятёрка           | Стартовая пятёрка   | Стартовая пятёрка | Стартовая пятёрка | Стартовая пятёрка |
| --------------------------- | ------------------- | ----------------- | ----------------- | ----------------- |
| РЗ                          | Милош Теодосич2INJ  | ЦСКА              | 22                |                   |
| АЗ                          | Нандо Де Коло       | ЦСКА              | 18                |                   |
| ЛФ                          | Кит Лэнгфорд        | УНИКС             | 23                |                   |
| ТФ                          | Янис Тимма          | Зенит             | 23                |                   |
| Ц                           | Артем Параховский   | УНИКС             | 11                |                   |
| Скамейка запасных           |                     |                   |                   |                   |
| РЗ                          | Стефан Маркович     | Зенит             | 11                |                   |
| РЗ                          | Тэйлор Рочести      | Локомотив-Кубань  | 14                |                   |
| АЗ                          | Янис Блумс          | ВЭФ               | 11                |                   |
| АЗ                          | Деандре Кейн        | Нижний Новгород   | 15                |                   |
| ЛФ                          | Райан Брокхофф      | Локомотив-Кубань  | 11                |                   |
| ТФ                          | Николас Миннерат    | Автодор           | 19                |                   |
| ТФ/Ц                        | Фрэнк Элегар        | Енисей            | 14                |                   |
| Резерв                      |                     |                   |                   |                   |
| АЗ                          | Данило Анджушич2REP | УНИКС             | 10                |                   |
| Гл. тренер: Димитрис Итудис |                     |                   |                   |                   |

↑  Иван Стребков пропустил матч из-за травмы

↑  Милош Теодосич пропустил матч из-за травмы.

↑  Пётр Губанов пропустил матч из-за травмы.

↑  Антон Понкрашов заменил Иван Стребкова.

↑  Данило Анджушич заменил Милоша Теодосича.

↑  Владислав Трушкин заменил Пётра Губанова.

### Матч
| 11 февраля 2017 19:20 | Отчёт | Звёзды России              | 131:121  | Звёзды Мира | Большой, Сочи Зрителей: 12,000 Судьи: Якуб Замойски Семён Овинов Алексей Давыдов |
| 11 февраля 2017 19:20 | Отчёт | 45:40, 22:30, 36:28, 28:23 |          |             | Большой, Сочи Зрителей: 12,000 Судьи: Якуб Замойски Семён Овинов Алексей Давыдов |
| 11 февраля 2017 19:20 | Отчёт | Воронцевич 28              | Очки     | Де Коло 18  | Большой, Сочи Зрителей: 12,000 Судьи: Якуб Замойски Семён Овинов Алексей Давыдов |
| 11 февраля 2017 19:20 | Отчёт | Хряпа 10                   | Подборы  | Де Коло 5   | Большой, Сочи Зрителей: 12,000 Судьи: Якуб Замойски Семён Овинов Алексей Давыдов |
| 11 февраля 2017 19:20 | Отчёт | Понкрашов 7                | Передачи | Рочести 9   | Большой, Сочи Зрителей: 12,000 Судьи: Якуб Замойски Семён Овинов Алексей Давыдов |

Самым ценным игроком матча был признан Андрей Воронцевич, который набрал 28 очков и сделал 7 подборов.

## Конкурс трёхочковых бросков
В конкурсе участвуют представители команд Единой лиги ВТБ, которые имеют наибольший процент попаданий с трехочковой дистанции в сезоне-2016/17.
| Поз. | Игрок                 | Команда          | Рост   | Вес   | %      |
| ---- | --------------------- | ---------------- | ------ | ----- | ------ |
| ЛФ   | Нобель Бунгу-Коло1OUT | Химки            | 202 см | 90 кг | 51,3 % |
| ЛФ   | Райан Брокхофф        | Локомотив-Кубань | 201 см | 98 кг | 47,7 % |
| АЗ   | Иван Ухов             | Парма            | 193 см | 77 кг | 42,8 % |
| АЗ   | Сергей Карасёв1REP    | Зенит            | 201 см | 95 кг | 39,7 % |
| РЗ   | Джастин Грей          | Цмоки-Минск      | 188 см | 85 кг | 38,5 % |
| АЗ   | Янис Блумс            | ВЭФ              | 191 см | 86 кг | 38,4 % |
| АЗ   | Демонте Харпер        | Калев            | 193 см | 88 кг | 37,8%  |

↑ Нобель Бунгу-Коло не примет участие в конкурсе из-за травмы.

↑ Сергей Карасёв заменит в конкурсе Нобеля Бунгу-Коло.

### Первый раунд
| Поз. | Игрок          | Команда          | Счёт   |
| ---- | -------------- | ---------------- | ------ |
| АЗ   | Сергей Карасёв | Зенит            | 14 (8) |
| АЗ   | Демонте Харпер | Калев            | 14 (7) |
|      |                |                  |        |
| ЛФ   | Райан Брокхофф | Локомотив-Кубань | 18     |
| АЗ   | Иван Ухов      | Парма            | 16     |
|      |                |                  |        |
| АЗ   | Янис Блумс     | ВЭФ              | 20 (8) |
| РЗ   | Джастин Грей   | Цмоки-Минск      | 20 (5) |

В финальный раунд вышли Сергей Карасёв, Райан Брокхофф, Янис Блумс.

### Финальный раунд
| Поз. | Игрок          | Команда          | Счёт |
| ---- | -------------- | ---------------- | ---- |
| АЗ   | Сергей Карасёв | Зенит            | 23   |
| ЛФ   | Райан Брокхофф | Локомотив-Кубань | 21   |
| АЗ   | Янис Блумс     | ВЭФ              | 19   |

Победителем стал Сергей Карасёв, который получил в награду 300.000 рублей, которые пожертвовал на благотворительность.

## Конкурс слэм-данков
В конкурсе  по броскам сверху участвуют представители команд Единой лиги ВТБ в сезоне-2016/17.
В финал конкурса по броскам сверху вышли Максим Колюшкин и Янис Тимма, которые набрали по 97 баллов каждый. Победителем конкурса стал Янис Тимма, на счету которого было 86 очков. 
| Поз. | Игрок                 | Команда | Рост   | Вес    |
| ---- | --------------------- | ------- | ------ | ------ |
| РЗ   | Вячеслав Зайцев1OUT   | Химки   | 190 см | 87 кг  |
| ЛФ   | Нобель Бунгу-Коло2OUT | Химки   | 202 см | 90 кг  |
| РЗ   | Максим Колюшкин1REP   | Автодор | 192 см | 78 кг  |
| РЗ   | Джошуа Адамс2REP      | Автодор | 188 см | 86 кг  |
| ЛФ   | Янис Тимма            | Зенит   | 201 см | 100 кг |
| Ц    | Фрэнк Элегар          | Енисей  | 208 см | 108 кг |

↑ Вячеслав Зайцев не примет участие в конкурсе из-за травмы.

↑ Нобель Бунгу-Коло не примет участие в конкурсе из-за травмы.

↑ Максим Колюшкин заменит в конкурсе Вячеслава Зайцева.

↑ Джошуа Адамс заменит в конкурсе Нобеля Бунгу-Коло.